# Bedrijfsarts (Nederland)
Een bedrijfsarts in Nederland houdt zich bezig met de gezondheid van werknemers. In de Nederlandse Arbowet staat de adviserende rol van de bedrijfsarts op het gebied van preventief bewaken van de gezondheid bij werkenden verankerd. 
De titel bedrijfsarts is een wettelijk beschermde titel. Ten onrechte wordt ook wel de term "arboarts" of "keuringsarts" gebruikt in plaats van bedrijfsarts. Arboartsen hebben geen specialisatie afgerond in het specialisme bedrijfsgezondheidszorg.

## Opleiding
De opleiding tot bedrijfsarts bestaat uit de studie tot basisarts, daarna de specialistische opleiding tot bedrijfsarts van 4 jaar bij een fulltime dienstverband, waarbij veelal vanuit een arbodienst gewerkt wordt onder supervisie van een gecertificeerde bedrijfsarts. Parttime wordt dan een opleiding gevolgd aan ‘één van de twee opleidingsinstituten NSPOH of SGBO. 
Het grootste deel van de opleiding bestaat uit het dagelijks werk van een bedrijfsarts, maar ook moeten opdrachten gemaakt worden en onderzoek resulterend in een eindscriptie gedaan worden.

## Taken
De bedrijfsarts heeft onder andere een rol in het uitvoeren van arbeidsgezondheidskundig onderzoek, aanstellingskeuringen, consultatie met betrekking tot gezondheidskundige vraagstukken in verband met het werk en het geven van voorlichting. Ook begeleidt de arts werkenden die door ziekte tijdelijk of blijvend niet in staat zijn hun arbeid te verrichten (verzuimbegeleiding). De bedrijfsarts oordeelt over de vraag of er een medische verklaring bestaat voor een werknemer om zijn arbeidsovereenkomst niet na te komen. Dat is onder meer belangrijk voor de werkgever die moet besluiten over de loondoorbetaling. In geval van een medische verklaring voor verzuim moet de werkgever het loon doorbetalen. Is er een andere reden (zoals een arbeidsconflict of persoonlijke omstandigheden), dan geldt de hoofdregel uit het Nederlandse arbeidsrecht: geen arbeid, geen loon. Echter is sinds juli 2016 de Wet werk en zekerheid ingegaan, en is artikel 7:627 BW komen te vervallen. De nieuwe hoofdregel is dan ook: geen arbeid, wel loon, tenzij.

## Samenwerking
Voor een adequate uitvoering van hun functie werken bedrijfsartsen in teamverband met arbeidshygiënisten, hogere veiligheidskundigen en arbeids- en organisatiekundigen. Ook ergonomen, bedrijfsfysiotherapeuten, bedrijfsmaatschappelijk werkers en psychologen vullen regelmatig een team aan.
Waar nodig overlegt de bedrijfsarts met de curatieve sector of het Nederlands Centrum voor Beroepsziekten. In Nederland bestaan verder kenniscentra, zoals het NKAL of de Polikliniek Mens en Arbeid, waarnaar een bedrijfsarts kan verwijzen bij specifieke, complexe werkgerelateerde problematiek.
Zoals ook bij huisartsen al langere tijd gewerkt wordt, ondersteunen en faciliteren doktersassistentes en (sinds september 2017) de Praktijkondersteuner Bedrijfsarts (POB) de bedrijfsarts in de dagelijkse praktijk.

## Kritiek
De functie van bedrijfsarts staat in Nederland bloot aan kritiek. Zo wordt de bedrijfsarts betaald door de werkgever. Vanuit het idee dat "wie betaalt, bepaalt" wordt de objectiviteit weleens in twijfel getrokken. Een ander mogelijk probleem is de combinatie van zorg en keuring in één arts. De federatie KNMG is sinds 1950 van mening dat een arts iemand niet kan keuren als hij ook een zorgtaak naar hem heeft vanwege het belang van vertrouwen voor een zorg- of behandelrelatie. Een keuringsrelatie is er eerder een van wantrouwen.

## Evolutie
De functie van bedrijfsarts in Nederland is in de eenentwintigste eeuw veranderd. De Wet verbetering poortwachter, de WIA-wetgeving en de verplichting tot twee jaar loondoorbetaling door de werkgever bij ziekte hebben de verantwoordelijkheid van de bedrijfsarts verzwaard. Zo wordt een bedrijfsarts niet langer geacht de diagnose en behandeling van behandelende collega's kritiekloos te aanvaarden. Hij dient kritisch te evalueren, en bij twijfel de cliënt terug te verwijzen. Er wordt wettelijk verwacht dat hij actief bekijkt of er trajecten kunnen worden ingezet, aanvullend aan die van de behandelende sector, met meerwaarde voor de re-integratie (bijvoorbeeld mediation bij arbeidsconflicten, bedrijfsfysiotherapie bij mogelijk werkgerelateerde klachten aan houdings- en bewegingsapparaat).
Ter verbetering van de kwaliteit van de zorg voor werkenden worden er door de beroepsgroep evidence-based richtlijnen opgesteld. Deze NVAB-richtlijnen hebben onder andere ten doel het verminderen van variatie in handelen tussen bedrijfsartsen en bevorderen van transparantie.
Om de preventieve taken niet ondergeschikt te maken aan de verzuimbegeleidingtaken van de bedrijfsarts zijn in de vernieuwde Arbowet in 2017 de randvoorwaarden voor het handelen van de bedrijfsarts vastgelegd. In ieder contract dat een werkgever en een arbodienstverlener opstellen moeten voortaan minimaal de volgende afspraken staan:
- Recht op toegang tot het open spreekuur bij de bedrijfsarts voor alle werknemers met vragen over gezondheid in relatie tot het werk (ook als ze niet verzuimen).
- De bedrijfsarts wordt in de gelegenheid gesteld iedere werkplek in het bedrijf te bezoeken, om inzicht in de arbeidsomstandigheden en belasting van het werk te verkrijgen.
- De bedrijfsarts heeft een expliciete adviesrol over het toepassen van preventieve maatregelen voor gezond en veilig werken en adviseert bij ziekteverzuimbegeleiding.
- De bedrijfsarts heeft een klachtenprocedure en werknemers hebben het recht op een second-opinieonderzoek bij een andere bedrijfsarts.
- De bedrijfsarts moet beroepsziekten bij het Nederlands Centrum voor Beroepsziekten kunnen melden.
- De bedrijfsarts werkt nauw samen met de preventiemedewerker en ondernemingsraad of personeelsvertegenwoordiging (PVT).

## Europa
Bedrijfsgeneeskunde is een specialisatie, die in de Europese Richtlijn 2005/36/EC vermeld staat. Daardoor zal een Nederlandse bedrijfsarts in het EU-buitenland als bedrijfsgeneeskundige erkend worden. In deze richtlijn wordt de verzekeringsarts onder "occupational medicine" aangevoerd, waardoor een verzekeringsarts zich bijvoorbeeld in Vlaanderen of Duitsland als arbeidsgeneesheer mag laten registreren. Verzekeringsgeneeskunde zelf wordt in richtlijn 2005/36/EC niet genoemd.